# Francesco II Gonzaga
Francesco II Gonzaga (Francesco Maria Gonzaga; Mantova, 10 agosto 1466 – Mantova, 29 marzo 1519) è stato il IV marchese di Mantova, noto per essere stato il condottiero che guidò l'esercito della Lega Italica durante la vittoriosa battaglia di Fornovo.

## Biografia

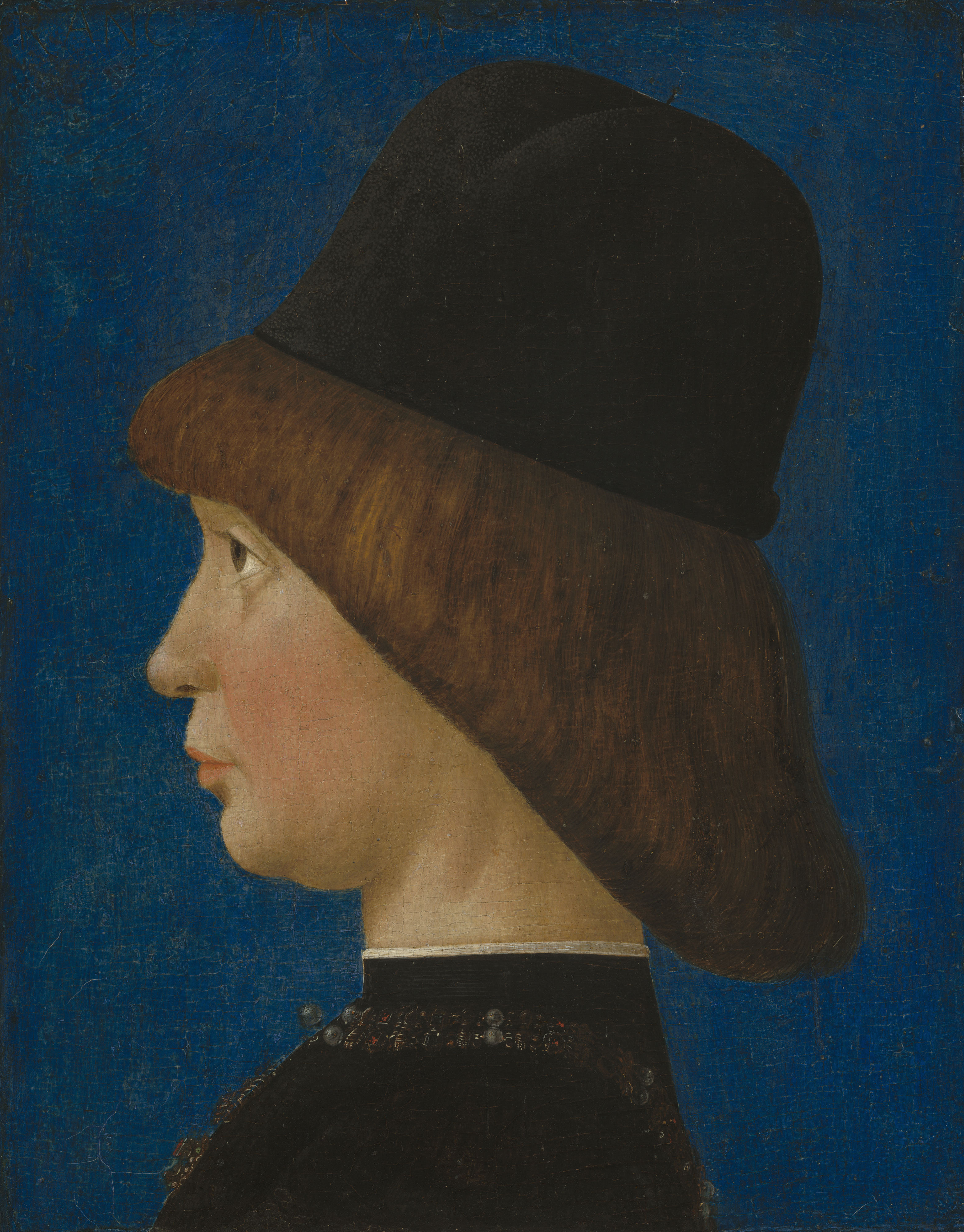
Francesco ritratto bambino da Baldassare d'Este

Battezzato Francesco Maria, era il terzo figlio, e primo maschio, del marchese di Mantova Federico I Gonzaga e di Margherita di Wittelsbach, sorella del duca di Baviera. Dopo la morte del padre (1484), Francesco fu signore di Mantova fino alla morte e la dinastia si apprestava a vivere uno dei periodi più fulgidi della sua lunga storia.
Fu aiutato nei primi anni di governo dallo zio Francesco Secco d'Aragona che lo iniziò all'uso delle armi.
Il 12 febbraio 1490 sposò Isabella d'Este, figlia di Ercole I d'Este, duca di Ferrara, rinnovando la tradizionale alleanza tra le famiglie dei Gonzaga e degli Estensi.

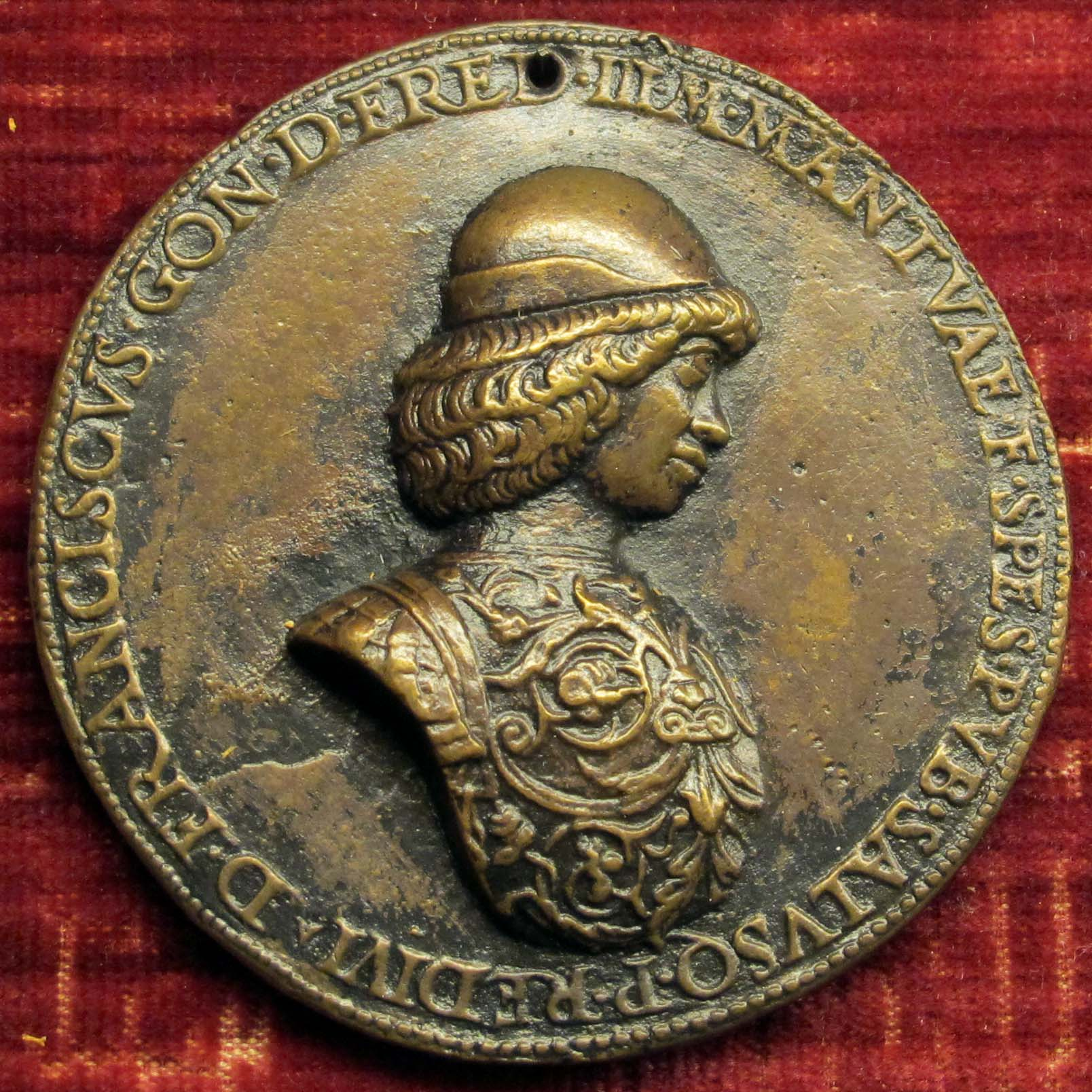
Medaglia di Francesco da ragazzo, 1484 ca

Come nella tradizione della famiglia, Francesco si distinse per l'intensa attività di condotte militari, al soldo della potenza che via via gli offriva i maggiori vantaggi sia in termini economici, che di sicurezza per il proprio marchesato. Alle tradizionali scaramucce tra Milano e Venezia in questo periodo si sostituirono contrasti ben più grandi, che portarono in gioco grandi potenze come Francia, Spagna e papato. In questo contesto finirono schiacciati stati italiani importanti come quelli di Milano e di Napoli, e Venezia stessa subì un brusco ridimensionamento. Merito di Francesco fu, grazie alle numerose azioni politiche e diplomatiche, il riuscire a mantenere saldo il suo piccolo ma strategicamente importante stato.

### Discesa di Carlo VIII in Italia
Francesco ebbe una carriera di relativo successo come comandante militare, ricoprendo il ruolo di capitano della Repubblica di Venezia, dal 1489 al 1498; partecipò come comandante delle truppe collegate alla battaglia di Fornovo del 6 luglio 1495: in seguito allo scontro fu comunemente molto lodato il valore di Francesco che, pur avendo ventotto anni ed essendo alla sua prima battaglia, fu il primo ad attaccare e uccise di propria mano numerosi francesi. Fu più volte sul punto di catturare il re di Francia ma, poiché v'erano molti francesi a difenderlo, gli fu impedito. Riuscì comunque a catturare il rinomato "Bastardo di Borbone".

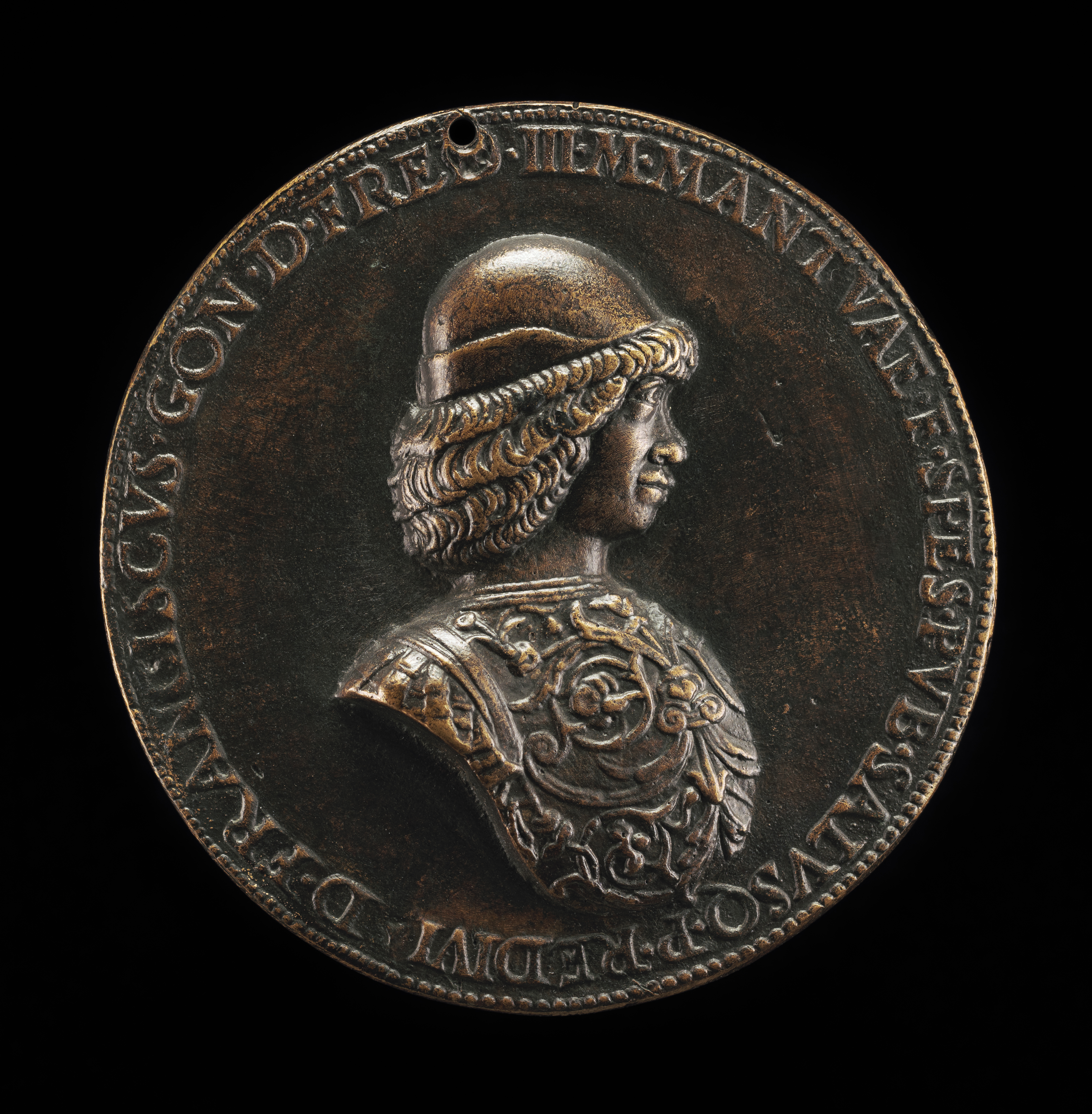
Medaglia del 1484 ca in bronzo

Tuttavia fu anche fatto oggetto dell'accusa di non aver saputo sfruttare la superiorità militare alleata, favorendo lo sganciamento e la ritirata delle truppe del re francese Carlo VIII. Nella battaglia persero la vita numerosi soldati alleati e perì anche lo zio Rodolfo Gonzaga. Per l'occasione, Francesco fece coniare da Sperandio Savelli una medaglia commemorativa con la scritta Ob Restitutam Italiae Libertatem (per aver ridato libertà all'Italia), ma ancor prima di rientrare in Patria fece battere un grosso quantitativo di monete di rame e di argento nella zecca aragonese di Napoli, sia col titolo di Capitano Generale dei Veneti, sia col titolo di IV marchese di Mantova..
In segno di ringraziamento per la vittoria in battaglia, su richiesta del suo consigliere frate Girolamo Redini, fece erigere in città la Chiesa di Santa Maria della Vittoria, nella quale venne collocata la pala d'altare della Madonna della Vittoria di Andrea Mantegna, trafugata poi dai francesi nel 1797.
Stando al veneziano Marin Sanudo, il duca Ercole d'Este sarebbe stato il mandante del tentato assassinio del genero Francesco cinque giorni prima della battaglia di Fornovo: il cronista vi allude solamente, dicendo che il marchese Francesco, invitato da alcuni ferraresi ad assistere a un duello, vi trovò quattro balestrieri con le balestre cariche, di cui uno rifiutò di scaricare l'arma e per questo fu decapitato; in seguito a ciò decretò che più nessun ferrarese potesse abitare in territorio mantovano e che entro tre ore dovessero sgomberare il paese: "quale fusse la cagion, lasso considerar a li Savij lezerano". Domenico Malipiero invece lo dice chiaramente, sostenendo che pochi mesi dopo, trovandosi gravemente ammalato a Fondi, il marchese Francesco avesse raccomandato la famiglia e lo stato alla Signoria di Venezia, dicendo di non potersi fidare di nessun altro, poiché "el Duca de Ferrara, so suocero, ha tentà de farlo venenar". Il movente dei presunti tentati omicidi era la politica palesemente filofrancese e antiveneziana del duca Ercole, in contrasto col genero che combatteva al soldo di Venezia.
Nel 1498 Francesco firmò, davanti al duca di Milano Ludovico il Moro, una condotta per combattere a favore di Milano, fissando il compenso a 40.000 ducati all'anno e il grado di capitano imperiale.
Nel 1503 si mise al servizio dei rivali della Repubblica di Venezia, la Lega di Cambrai di Papa Giulio II, divenendo luogotenente generale dell'esercito pontificio.
Il 3 giugno 1507 Benedetto e Alessandro Gonzaga, discendenti di Corrado Gonzaga, cercarono di rovesciare la signoria ma furono condannati a morte per attentato alla sicurezza dello stato.
Tra il 1506 e il 1512 provvide alla edificazione della sua dimora esclusiva di Palazzo San Sebastiano, a ridosso delle mura di cinta meridionali di Mantova.

Il 10 maggio 1509 ingaggiò nei pressi di Casaloldo una dura battaglia (Battaglia di Casaloldo) contro la Repubblica di Venezia per il controllo del borgo di confine ma ne uscì sconfitto.

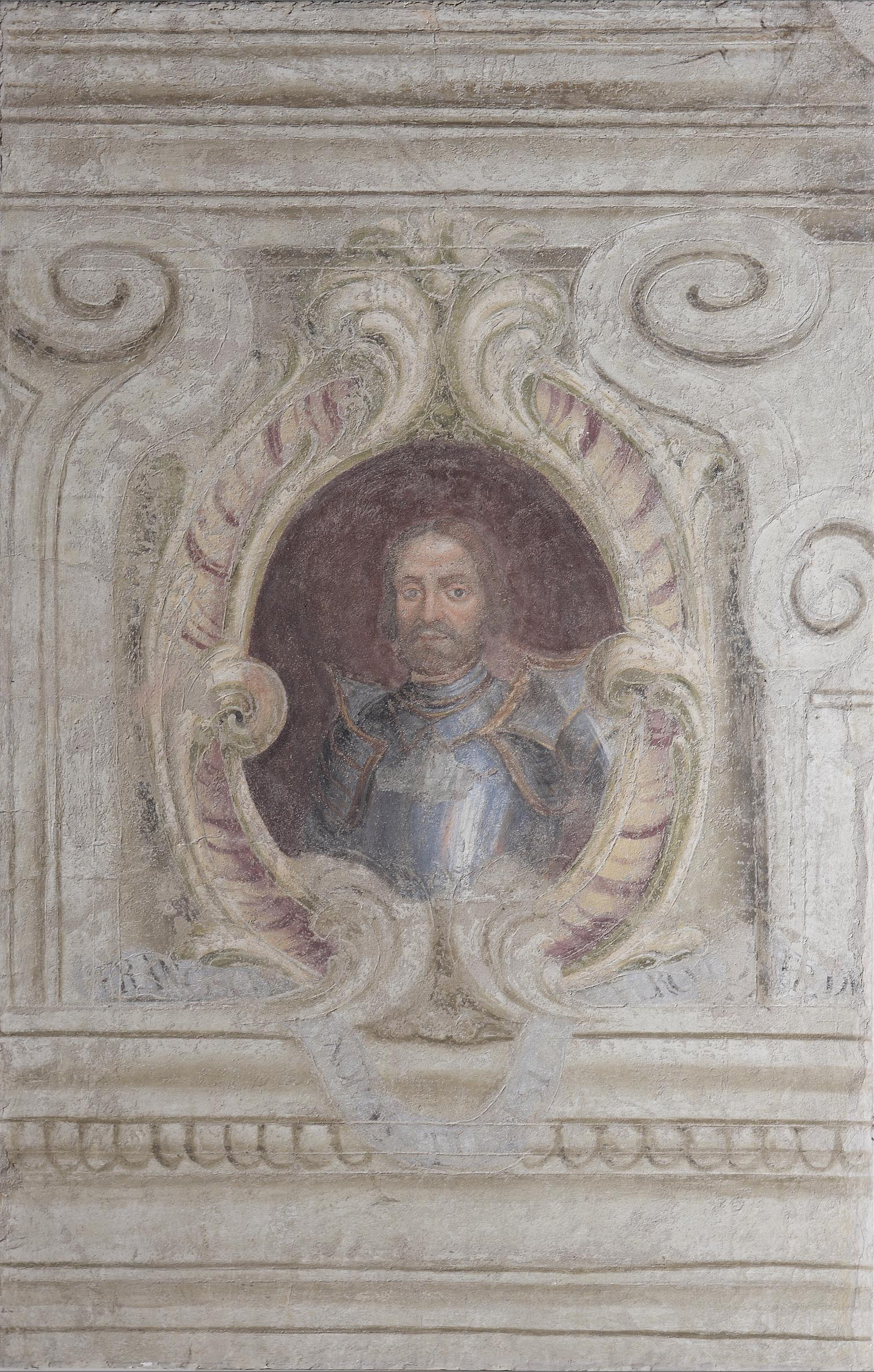
Fregio con Ritratto di Francesco, XVIII secolo, Antonio Calabrò

### Prigionia a Venezia
L'8 agosto dello stesso anno, mentre tentava di conquistare Legnago, nel veronese, assieme a Ludovico I Pico, venne catturato a Isola della Scala da quattro contadini veronesi mentre, nascosto in un casolare, tentava di scappare per la finestra scalzo e in camicia, quindi tradotto nelle carceri di Venezia. L'episodio segnò per sempre la sua carriera militare. I veneziani lo tennero come ostaggio per diversi mesi, durante i quali subì diverse umiliazioni, che lo inimicarono per sempre verso la città lagunare, nonostante in seguito essi tornassero a chiedere il suo comando per il loro esercito.
Durante la sua prigionia, la moglie Isabella d'Este governò Mantova in qualità di reggente. Per tutto il tempo Francesco si lamentò della condotta della moglie, accusandola di non volergli bene e d'essere anzi stata causa della sua rovina, riferendosi a lei come a "quella putana di mia moier", poiché giudicava che Isabella non si stesse adoperando per la sua liberazione.
Egli fu liberato dopo quasi un anno di prigionia (il 14 luglio 1510), grazie anche all'intervento diplomatico della moglie, dei suoi ambasciatori Ludovico Brognolo, fra' Anselmo da Bologna e di papa Giulio II, ma dovette consegnare come pegno di fedeltà il piccolo figlio Federico, che soggiornò così presso la corte papale.
Francesco tornò a stringere alleanze con le potenze che garantivano al suo ducato di sopravvivere. Ricevette la nomina di Gonfaloniere della Chiesa e nello stesso tempo di Capitano Generale delle truppe venete contro il re Luigi XII. Nel 1518 fu nominato dal re di Francia Cavaliere dell'Ordine di San Michele. Si dice che abbia avuto una relazione platonica con Lucrezia Borgia, cognata di sua moglie, confermata dalla fitta corrispondenza tra i due, complice il poeta della corte estense Ercole Strozzi, che finì misteriosamente ucciso.
Negli ultimi anni di vita l'attività militare si diradò, anche in conseguenza delle frequenti crisi che la sifilide gli procurava. In compenso proseguì l'intensa attività diplomatica volta al salvataggio del suo stato, costantemente stretto fra le grandi potenze che si davano battaglia sul suolo italiano all'inizio del XVI secolo.

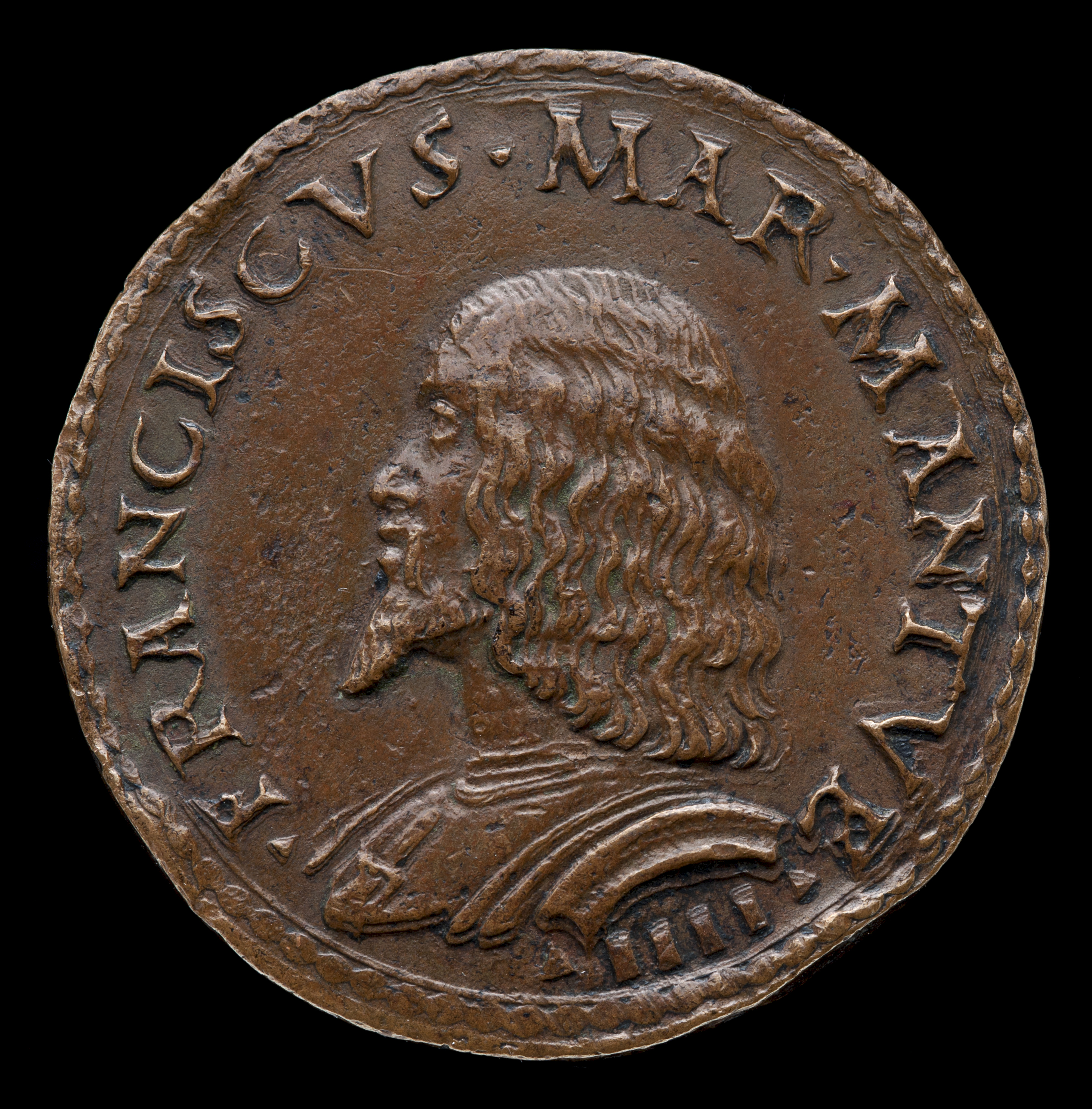
Medaglia di Francesco da adulto

Morì di sifilide nel suo Palazzo di San Sebastiano a Mantova e venne sepolto nella Chiesa di Santa Paola. I resti, perduti nei secoli, furono poi ritrovati insieme a quelli della moglie Isabella d'Este nel 1965 da don Costante Berselli e dal professor Ercolano Marani, analizzati e riconosciuti dall'allora primario di radiologia dell'Ospedale di Mantova professor Ivo Orlandini e sigillati "in due piccole casse di abete numerate una e due, chiuse con un lucchetto e sigillate con ceralacca dal notaio Ariberti" (precisamente, secondo Buzzati, inviato speciale del Corriere della Sera in occasione del ritrovamento e testimone oculare dello stesso, la cassa di Francesco II Gonzaga era la numero uno), ma sono successivamente misteriosamente scomparsi dal sarcofago.
Gli successe il figlio Federico, sotto la reggenza della madre Isabella.

## Gli amori
Francesco era noto per la sua passione per le donne, tanto che, in occasione dell'assedio di Novara del 1495, sua cognata Beatrice, volendo ingraziarselo, si offrì di procurargli personalmente una "femmina di partito" con cui festeggiare la vittoria, dichiarando di farlo "a bon fine et per evitare magior male", ossia (a parer degli storici) per porre fine alla promiscuità sessuale del marchese ed evitare che contraesse il malfrancese e infettasse poi anche la consorte.
Per molti anni ebbe come amante ufficiale la bergamasca Teodora Suardi, che si portava dietro dovunque e che compariva al suo fianco alle feste in luogo della moglie.
Nondimeno Francesco praticava attivamente anche la sodomia, secondo l'antico uso greco, molto diffuso un po' dovunque a quell'epoca, come egli stesso rivendica orgogliosamente in una sua velenosa lettera d'accuse a Galeazzo Sanseverino, datata 1503: "Io son reputato et cresciuto per nativitate et boni costumi; tu per favori humani et cullatarii (et io son uso di fare la festa a l'uscio de altri, et non al mio!)". La sua inclinazione era ben nota: fin dal 1487 il condottiero Fracasso Sanseverino gli ricordava di averlo atteso lungamente al campo, ma poiché Francesco non pareva aver intenzione di presentarsi, lo invitava a restarsene a Mantova "pur a buzerare et biastemar chomo è vostra usanza", cioè a sodomizzare (lett. "buggerare") e bestemmiare com'era abitudine di Francesco.
È cosa nota che si circondasse di ruffiani e mezzani, i quali avevano il compito di procuragli fanciulle e giovani efebi. Uno di questi fu, fra gli altri, Ludovico Camposampiero, che incappò perciò nell'odio della marchesa. Come suo favorito è sempre ricordato il giovane Enea Cavriana, che divenne poi suo genero, e più tardi suoi favoriti furono Ludovico da Fermo, un certo Alessio, un certo Folegino suo messo, un tale detto "il Milanese" o "il Bolognese" (ucciso poi da Enea Cavriana) e Giulio Pescesalato (mantovano), quasi tutti in contemporanea. Dice infatti un cronista veneziano, che Francesco "hera vitiosisimo in ogni genere et sodomita et faseva ogni male", e che mentre era prigioniero a Venezia venne a visitarlo un "servitor favorito ne l'abhominabile vitio di sodomia, del qual molto se delectava".

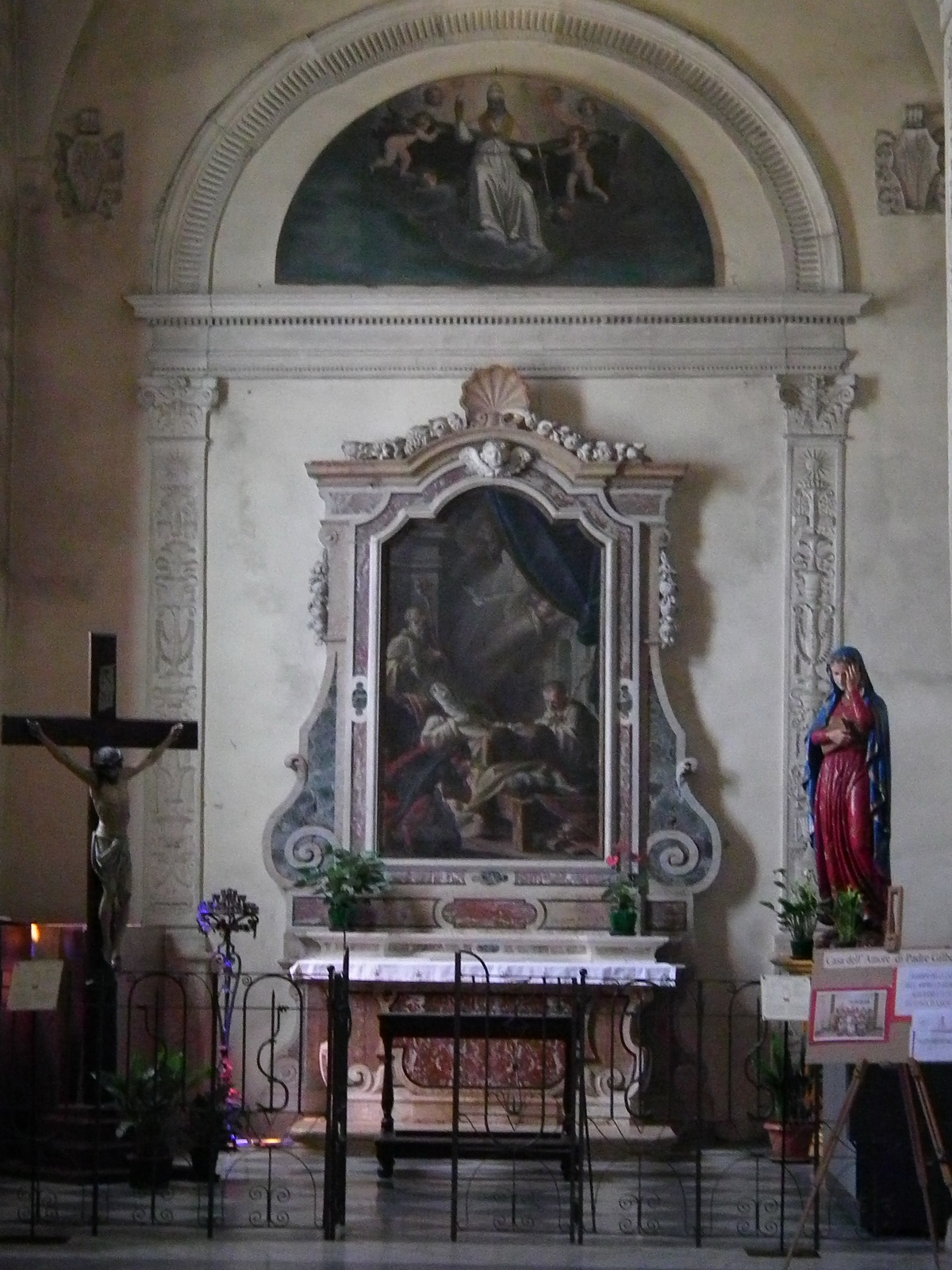
Lonigo, Cappella di Francesco II Gonzaga nel Santuario di Santa Maria dei Miracoli.

## Francesco II nell'arte

### Cappella nel santuario di Lonigo
Il marchese Francesco II Gonzaga, per onorare la Madonna dei Miracoli, tra il 1493 e il 1495, fece edificare una propria cappella davanti all'immagine miracolosa nel Santuario di Santa Maria dei Miracoli di Lonigo. La cappella era dotata di abside, di un piccolo campanile e di una piccola cappella laterale, andati distrutti nel 1709. Alla distruzione, è soparvissuto un grande arco trionfale in pietra di Vicenza; nelle lesene spiccano tre imprese gonzaghesche, tra le quali l'impresa del sole e limpresa della cervetta. Costruttori furono i fratelli Cristoforo Solari e Pietro Solari di Milano, scelti dai frati Olivetani e dal marchese Francesco.
L'edificio, a navata unica, ricorda la Chiesa di Santa Maria della Vittoria  di Mantova, fatta edificare dallo stesso marchese Francesco II. Ai lati dell'altare, sono collocati due stemmi in marmo colorato con l'arme dei Gonzaga del 1432.
Il pittore Domenico Morone eseguì nel 1494 per Francesco Gonzaga il celebre dipinto la Cacciata dei Bonacolsi, esposto nel Palazzo Ducale di Mantova.

## Discendenza
Francesco e Isabella ebbero otto figli:
- Eleonora (31 dicembre 1493 - 13 febbraio 1550 in Urbino), sposò Francesco Maria I della Rovere, duca di Urbino;
- Margherita (13 luglio 1496 - 23 settembre 1496), nata e morta a Mantova;
- Federico (17 maggio 1500 - 28 giugno 1540), V marchese di Mantova dal 1519, I duca di Mantova dal 1530, marchese di Monferrato dal 1533, sposò nel 1531 Margherita del Monferrato, figlia del marchese Guglielmo IX;
- Ippolita (31 maggio/1º giugno 1501 - 16 marzo 1570), monaca domenicana nel monastero di San Vincenzo a Mantova dal 1518;
- Livia Osanna (12 novembre 1503 - 23 gennaio 1508), nata e morta a Mantova;
- Luigi Ercole (2 novembre 1505 - 2 marzo 1563), cardinale 1527, reggente per i nipoti nel 1540;
- Ferrante (28 gennaio 1507 - 15 novembre 1557 in Bruxelles), conte di Guastalla dal 1539, viceré di Sicilia fra il 1536 e il 1546, viceré di Milano dal 1546, sposò nel 1529 Isabella di Capua, figlia del principe Ferdinando da Molfetta;
- Livia (29 luglio 1508 - 11 aprile 1569 in Mantova), monaca clarissa nel monastero Corpus Christi a Mantova dal 1523 col nome di Paola.

Francesco ebbe anche tre figlie illegittime:
- Margherita Gonzaga (1487-1537);[39]
- Teodora Gonzaga (morta nel 1519), sposò il condottiero Enea da Cavriana;[40]
- Antonia Gonzaga.

## Ascendenza
|                                  |                           |                                     | Genitori                           |  |  | Nonni |  |  | Bisnonni              |  |  | Trisnonni           |  |
|                                  |                           |                                     |                                    |  |  |       |  |  | Gianfrancesco Gonzaga |  |  | Francesco I Gonzaga |  |
|                                  |                           |                                     |                                    |  |  |       |  |  | Gianfrancesco Gonzaga |  |  | Francesco I Gonzaga |  |
|                                  |                           | Margherita Malatesta                |                                    |  |  |       |  |  | Gianfrancesco Gonzaga |  |  |                     |  |
| Ludovico II Gonzaga              |                           |                                     |                                    |  |  |       |  |  | Gianfrancesco Gonzaga |  |  |                     |  |
|                                  |                           | Paola Malatesta                     | Malatesta IV Malatesta             |  |  |       |  |  |                       |  |  |                     |  |
|                                  |                           | Paola Malatesta                     | Malatesta IV Malatesta             |  |  |       |  |  |                       |  |  |                     |  |
|                                  |                           | Paola Malatesta                     | Elisabetta da Varano               |  |  |       |  |  |                       |  |  |                     |  |
| Federico I Gonzaga               |                           | Paola Malatesta                     |                                    |  |  |       |  |  |                       |  |  |                     |  |
|                                  |                           | Giovanni l'Alchimista               | Federico I di Brandeburgo          |  |  |       |  |  |                       |  |  |                     |  |
|                                  |                           | Giovanni l'Alchimista               | Federico I di Brandeburgo          |  |  |       |  |  |                       |  |  |                     |  |
|                                  |                           | Giovanni l'Alchimista               | Elisabetta di Baviera-Landshut     |  |  |       |  |  |                       |  |  |                     |  |
| Barbara di Brandeburgo           |                           | Giovanni l'Alchimista               |                                    |  |  |       |  |  |                       |  |  |                     |  |
|                                  |                           | Barbara di Sassonia-Wittenberg      | Rodolfo III di Sassonia-Wittenberg |  |  |       |  |  |                       |  |  |                     |  |
|                                  |                           | Barbara di Sassonia-Wittenberg      | Rodolfo III di Sassonia-Wittenberg |  |  |       |  |  |                       |  |  |                     |  |
|                                  |                           | Barbara di Sassonia-Wittenberg      | Barbara di Legnica                 |  |  |       |  |  |                       |  |  |                     |  |
| Francesco II Gonzaga             |                           | Barbara di Sassonia-Wittenberg      |                                    |  |  |       |  |  |                       |  |  |                     |  |
|                                  | Ernesto di Baviera-Monaco | Giovanni II di Baviera              |                                    |  |  |       |  |  |                       |  |  |                     |  |
|                                  | Ernesto di Baviera-Monaco | Giovanni II di Baviera              |                                    |  |  |       |  |  |                       |  |  |                     |  |
|                                  | Ernesto di Baviera-Monaco | Caterina di Gorizia                 |                                    |  |  |       |  |  |                       |  |  |                     |  |
| Alberto III di Baviera           | Ernesto di Baviera-Monaco |                                     |                                    |  |  |       |  |  |                       |  |  |                     |  |
|                                  |                           | Elisabetta Visconti                 | Bernabò Visconti                   |  |  |       |  |  |                       |  |  |                     |  |
|                                  |                           | Elisabetta Visconti                 | Bernabò Visconti                   |  |  |       |  |  |                       |  |  |                     |  |
|                                  |                           | Elisabetta Visconti                 | Regina della Scala                 |  |  |       |  |  |                       |  |  |                     |  |
| Margherita di Baviera            |                           | Elisabetta Visconti                 |                                    |  |  |       |  |  |                       |  |  |                     |  |
|                                  |                           | Erich I di Braunschweig-Grubenhagen | Alberto I di Brunswick-Grubenhagen |  |  |       |  |  |                       |  |  |                     |  |
|                                  |                           | Erich I di Braunschweig-Grubenhagen | Alberto I di Brunswick-Grubenhagen |  |  |       |  |  |                       |  |  |                     |  |
|                                  |                           | Erich I di Braunschweig-Grubenhagen | Agnese I di Brunswick-Lüneburg     |  |  |       |  |  |                       |  |  |                     |  |
| Anna di Braunschweig-Grubenhagen |                           | Erich I di Braunschweig-Grubenhagen |                                    |  |  |       |  |  |                       |  |  |                     |  |
|                                  |                           | Elisabetta di Brunswick-Göttingen   | Ottone I di Brunswick-Göttingen    |  |  |       |  |  |                       |  |  |                     |  |
|                                  |                           | Elisabetta di Brunswick-Göttingen   | Ottone I di Brunswick-Göttingen    |  |  |       |  |  |                       |  |  |                     |  |
|                                  |                           | Elisabetta di Brunswick-Göttingen   | Margherita di Berg                 |  |  |       |  |  |                       |  |  |                     |  |
|                                  |                           | Elisabetta di Brunswick-Göttingen   |                                    |  |  |       |  |  |                       |  |  |                     |  |

## Galleria d'immagini

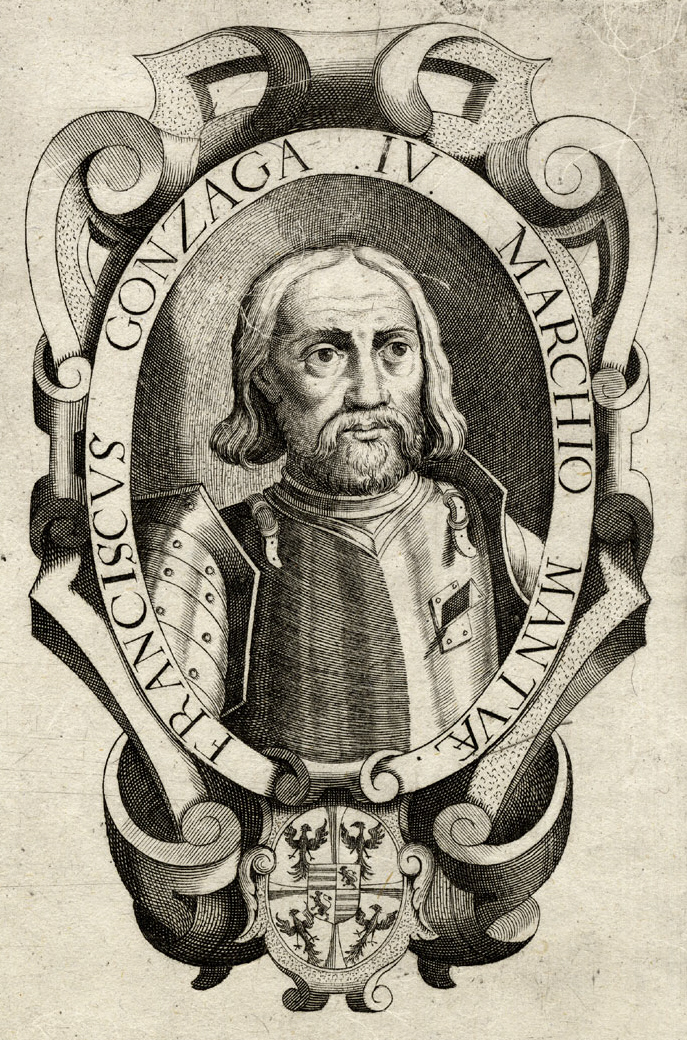
Francesco II Gonzaga
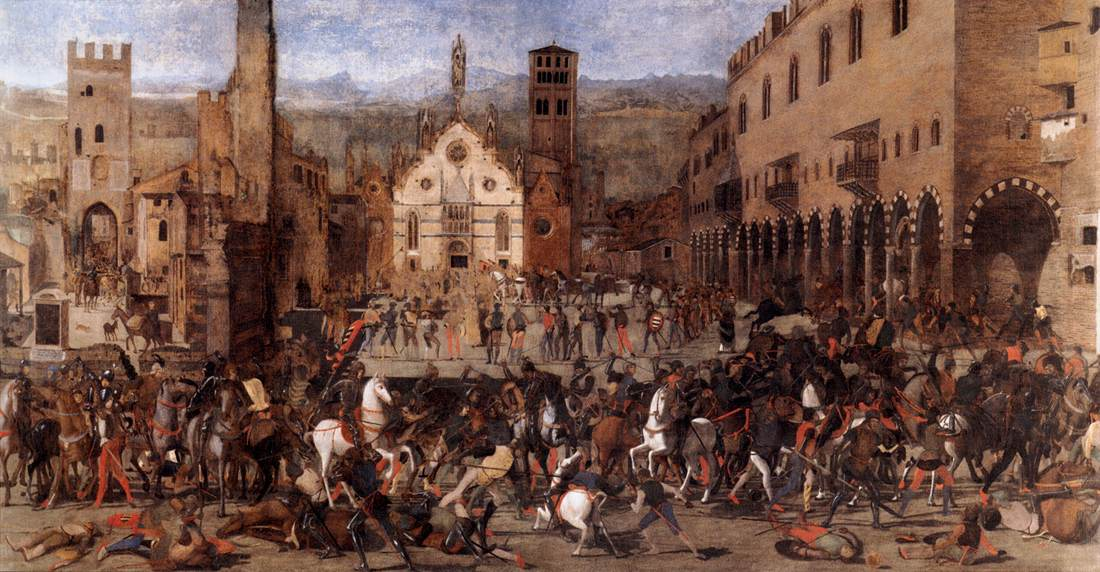
Domenico Morone, la Cacciata dei Bonacolsi (1494)
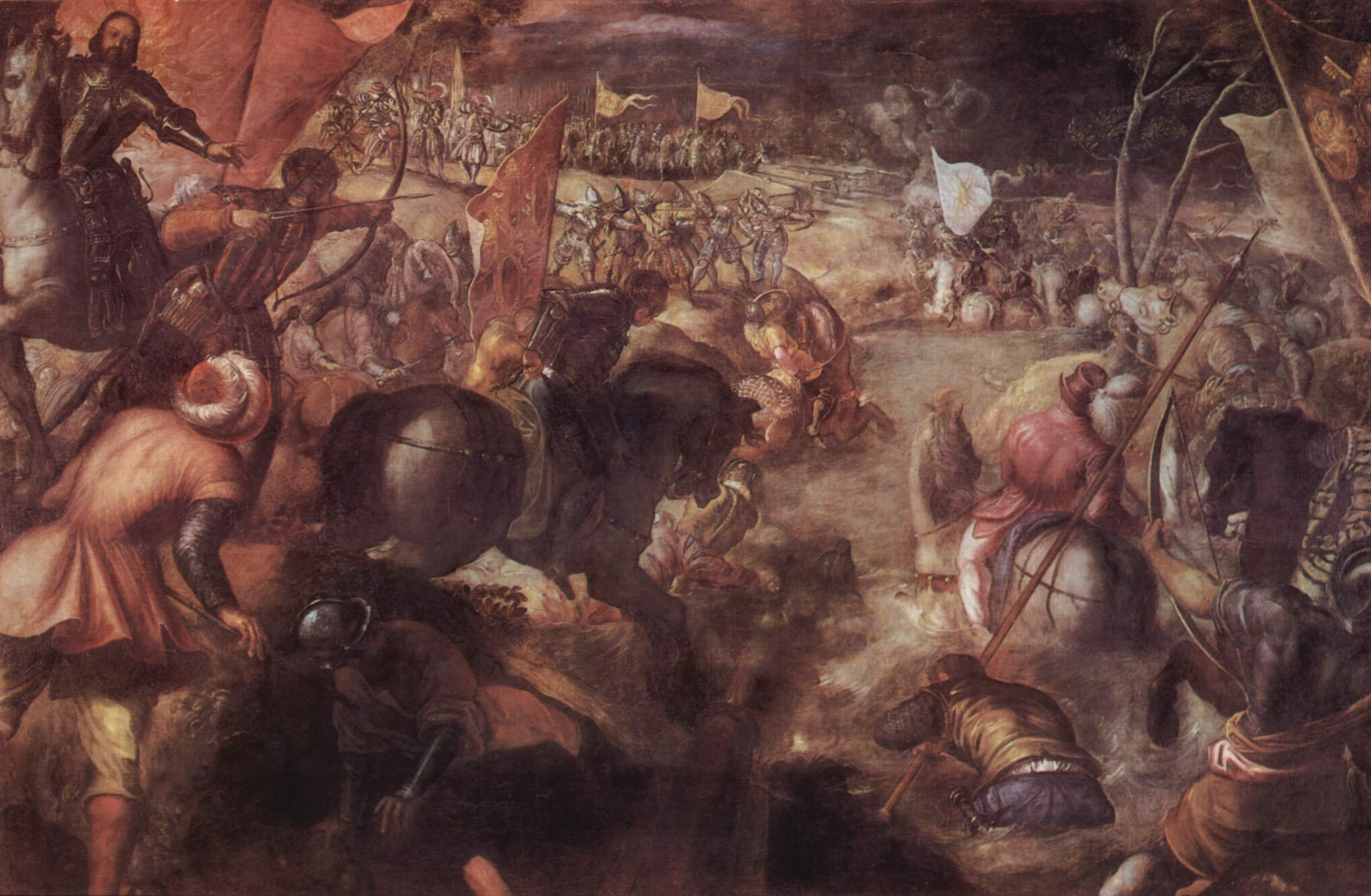
Tintoretto, Francesco Gonzaga alla Battaglia di Fornovo, 1579
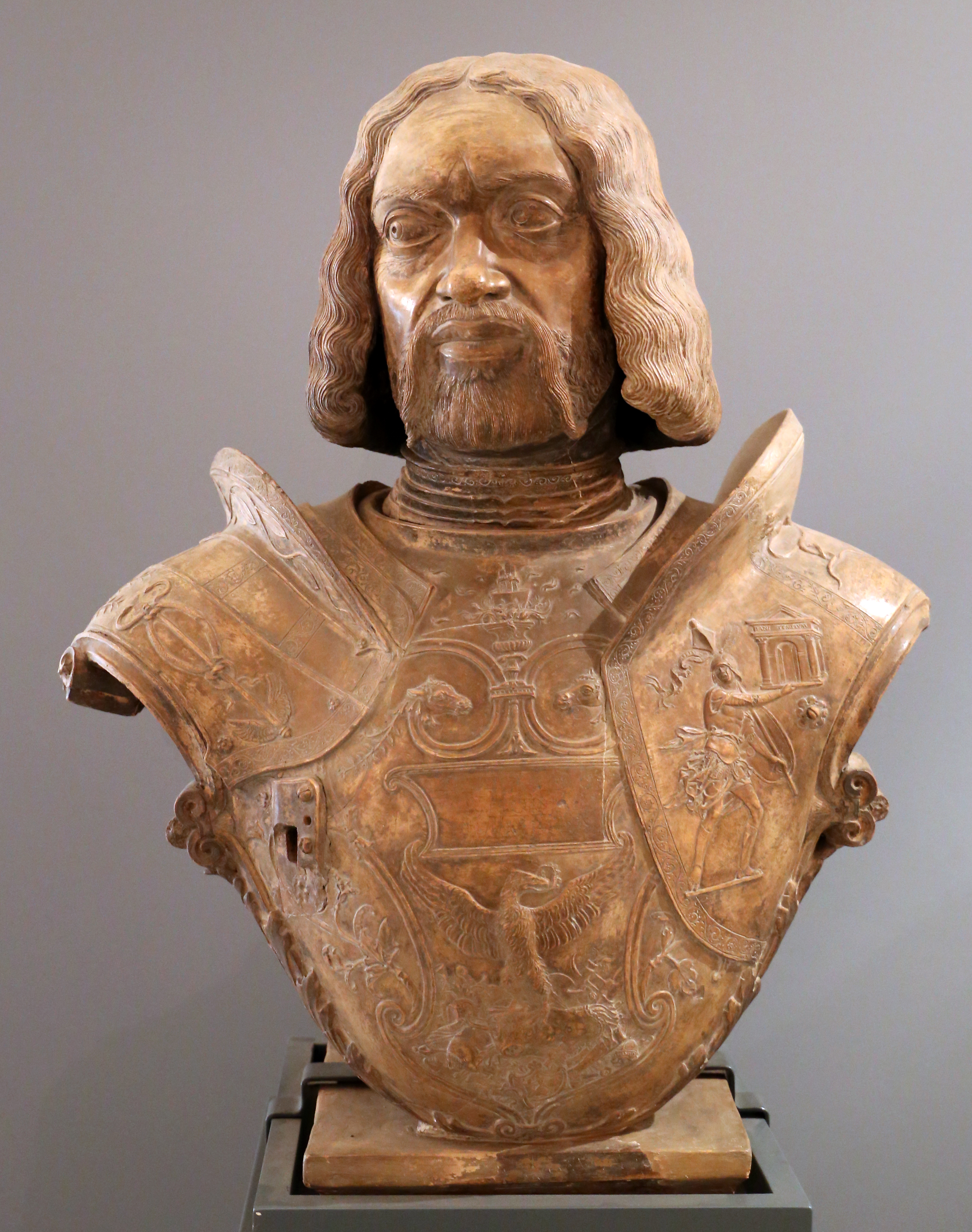
busto di Francesco attribuito a Giancristoforo romano, Museo della città di palazzo San Sebastiano.
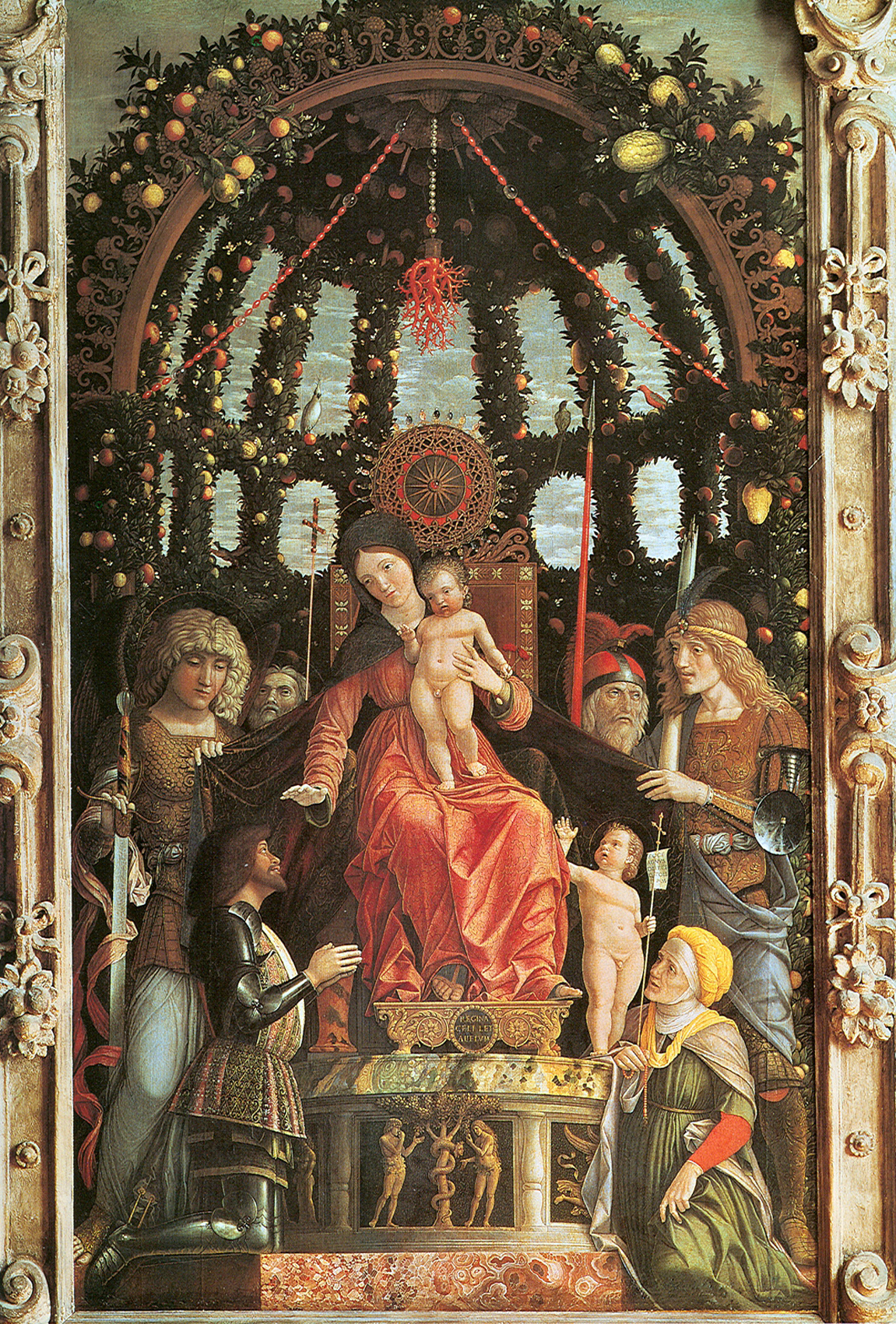
Andrea Mantegna, Francesco Gonzaga nella pala Madonna della Vittoria, 1496
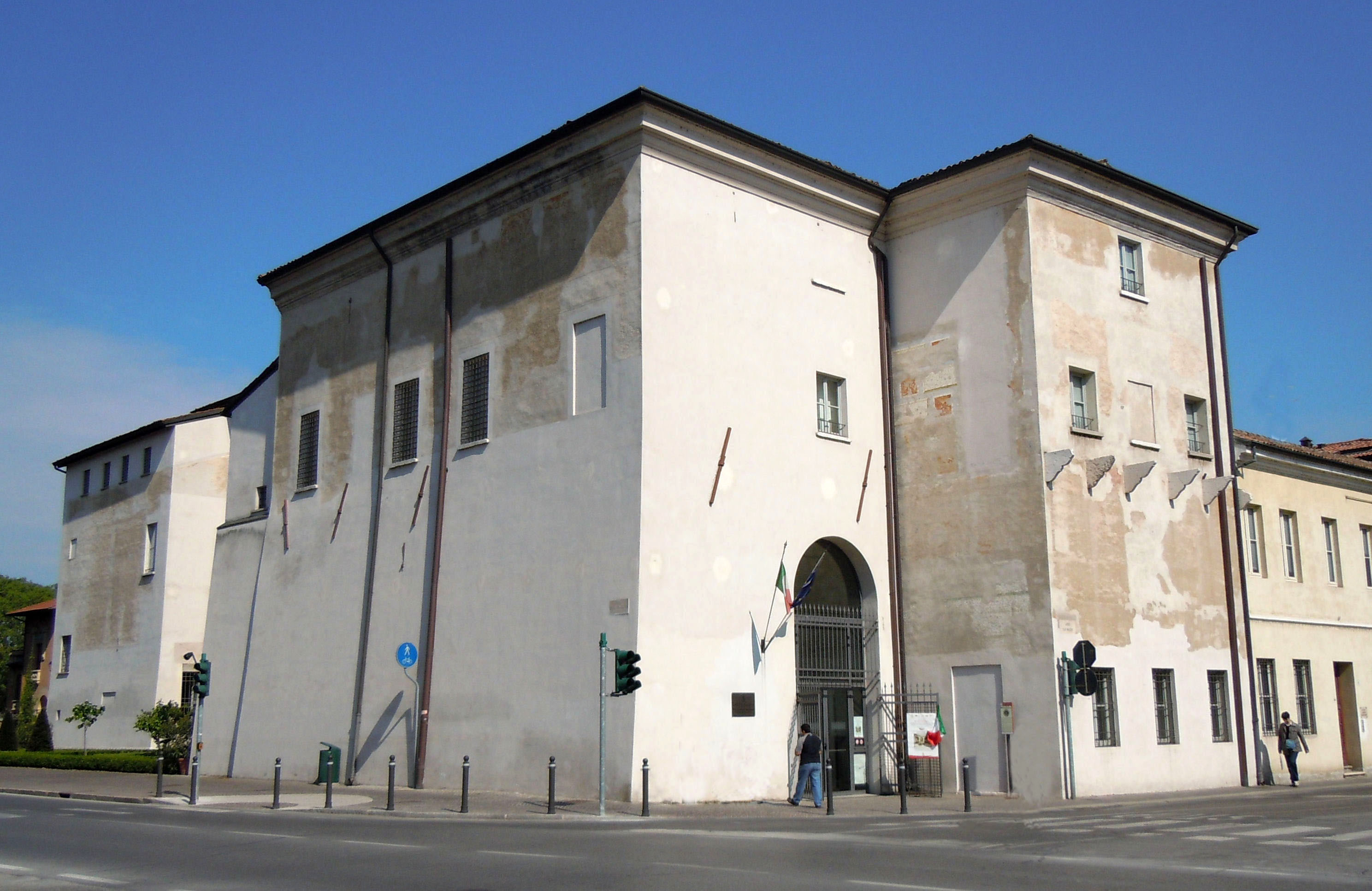
Mantova, Palazzo di San Sebastiano, fatto costruire da Francesco II e dove morì
Tiziano, Ritratto di Eleonora Gonzaga Della Rovere (1538)
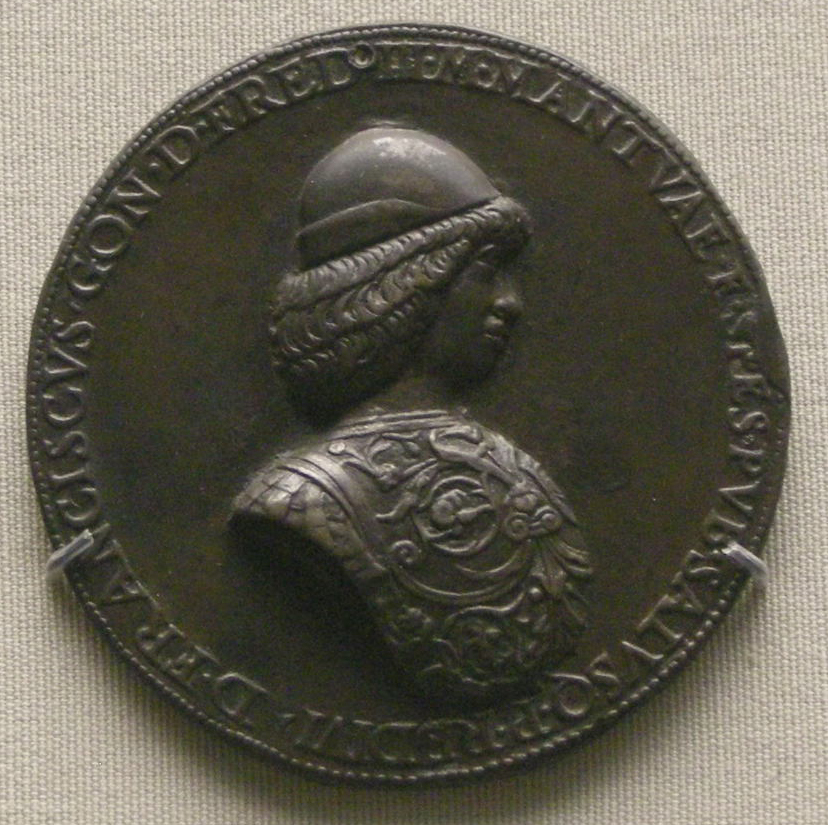
Bartolomeo Melioli, medaglia di Francesco Gonzaga
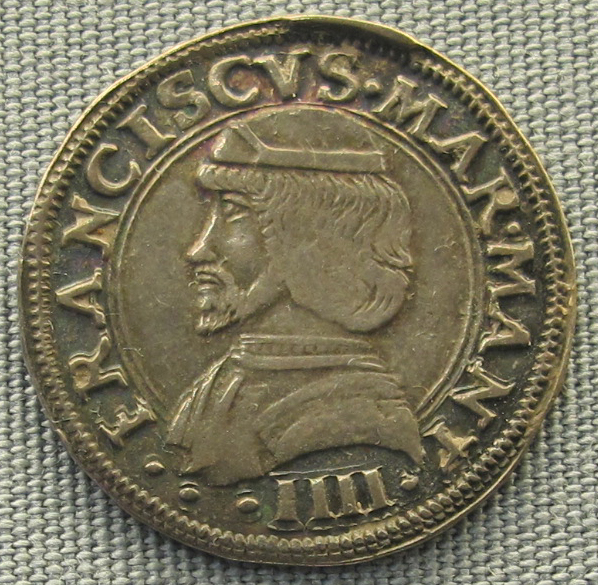
Mezzo testone di Francesco II Gonzaga
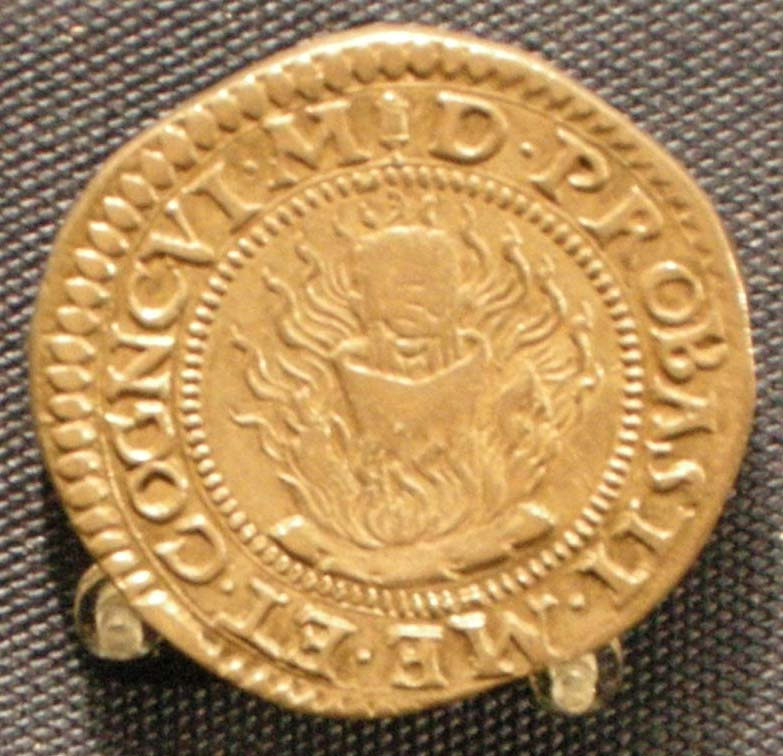
Moneta di Francesco II di Mantova
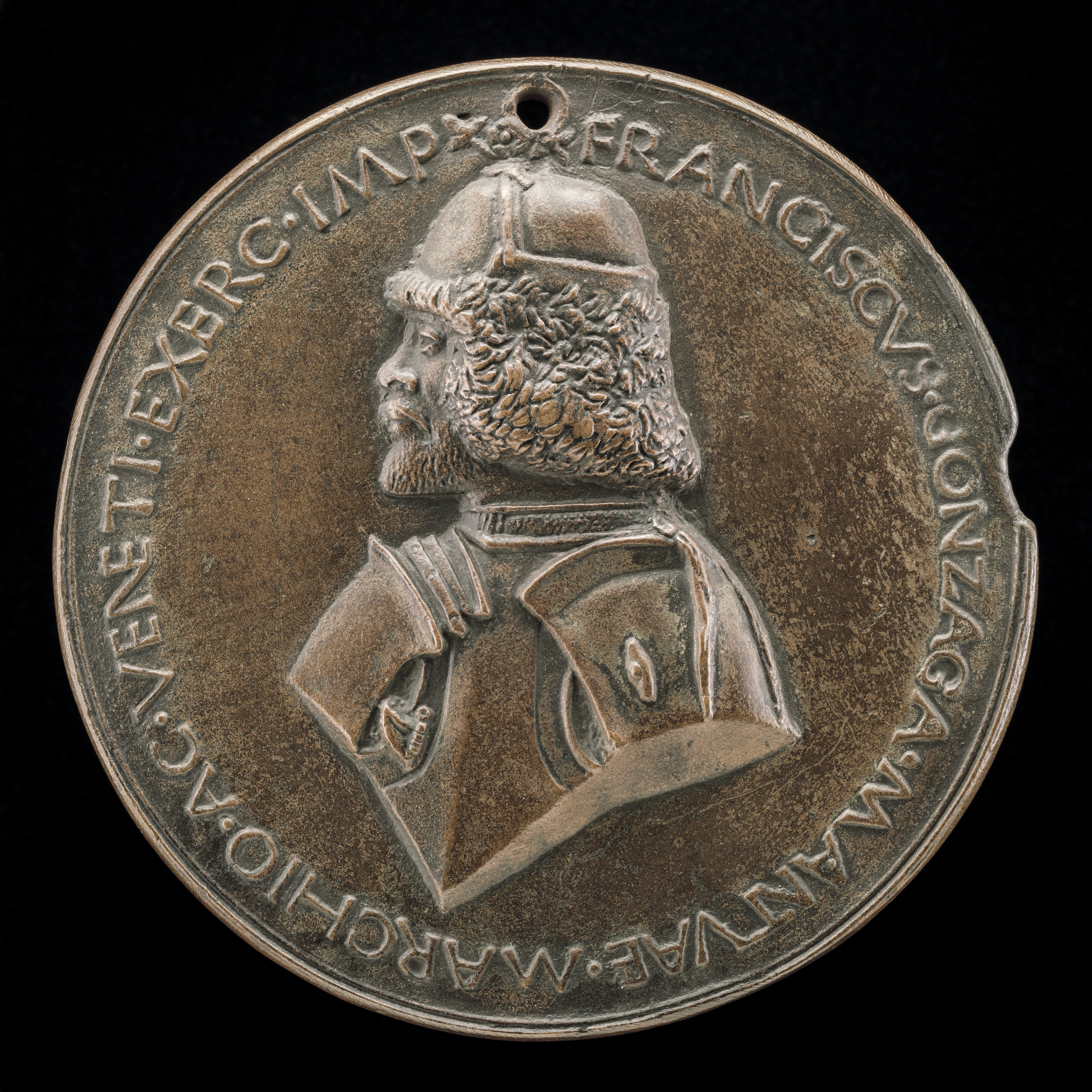
Medaglia di Francesco da adulto, 1495 circa